# Roger Hargreaves
Charles Roger Hargreaves (Cleckheaton, Yorkshire, 9 de mayo de 1935 – Royal Tunbridge Wells, Kent, 11 de septiembre de 1988) fue un autor e ilustrador británico de libros infantiles, en particular las series Mr. Men (Don) y Little Miss (Doña), destinadas a lectores muy jóvenes. Sus libros, con historias sencillas y brillantes ilustraciones de vivos colores, han formado parte de la cultura popular británica durante más de 25 años, con ventas de más de 85 millones en todo el mundo en 20 idiomas.

## Biografía
Hargreaves nació en un hospital privado en el 201 Bath Road, Cleckheaton, West Yorkshire, Inglaterra, hijo de Alfred Reginald y Ethel Mary Hargreaves, y creció en High Lees, 703 Halifax Road, también en Cleckheaton, en el que se encuentra una placa conmemorativa.
Roger pasó un año trabajando en la lavandería de su padre antes adentrarse en el mundo publicitario. Pero su sueño siempre había sido convertirse en caricaturista y en 1971, mientras trabajaba como director creativo para una firma londinense, escribió el primer libro de la colección Mr. Men, Mr. Tickle (en español Don Cosquillas). Tras encontrar un editor, los libros se convirtieron en un éxito vendiendo más de un millón de copias en apenas tres años. En 1975 dio lugar a una serie de dibujos animados para televisión de la BBC llamada Mr. Men Show, donde Arthur Lowe doblaba a Mr. Tickle.
En 1981 aparece la colección Little Miss que se convertiría en otra serie de televisión en 1983, narrada por John Alderton, quién junto con Pauline Collins, doblaban a Men y Misses respectivamente. Aunque Hargreaves escribió muchos cuentos infantiles, incluyendo la colección Timbuctoo con 25 libros, John Mouse, y Roundy and Squary, se le conoce principalmente por sus 46 libros de Mr. Men y los 33 de Little Miss.
Entre 1979 y 1982 Hargreaves vivió con su familia en Guernsey. Se trasladaron a una granja en Sussex, cerca de Cowden, Kent, donde falleció en 1988 en el hospital Royal Tunbridge Wells tras sufrir un accidente cerebrovascular. Tras su muerte su hijo Adam continuó escribiendo y dibujando nuevas historias para los personajes de Mr. Men y Little Miss. Sin embargo, en abril de 2004, la mujer de Roger, Christine vendió los derechos de los personajes de Mr. Men a la compañía británica Chorion por 28 millones de libras esterlinas.

## Colecciones
- Mr. Men
- Little Miss
- Walter Worm
- John Mouse
- Albert Elephant, Count Worm and Grandfather Clock
- I am...
- Timbuctoo
- Hippo Potto and Mouse
- Easy Peasy People
- Roundy and Squarey

## Legado
En el día que habría sido su cumpleaños número 76, 9 de mayo de 2011, Google lo celebró con un Google Doodle en su página de inicio global.